# Malagai
Malagai es un videojuego publicado en 1983 por Answer Software para el Atari 2600. Fue el primero de los tres juegos de esta empresa (los otros dos fueron Gauntlet y Confrontation) y el único que se vendió en tiendas (Gauntlet se vendía directamente desde la empresa y Confrontation nunca fue publicado).

## Trama
Vd. es Harrington 'Harry' Crag, comandante de la nave Búsqueda Interminable.
Vd. ha aterrizado en una base MALAGAI para hacer reparaciones de emergencia en su nave. Las reparaciones ya han sido completadas, pero los MALAGAI le retienen para conseguir como rescate... ¡los secretos de su avanzada civilización! Se le ha permitido vagar por la nave siempre y cuando no se aleje de su compartimiento por mucho tiempo y no trate de escapar. Su nave se encuentra fuera de una serie de tres candados. La llave para cada candado es guardada por uno de los MALAGAI. Vd. debe coger los MALAGAI en el orden indicado en la parte superior de la pantalla, conseguir la llave y abrir el candado antes de ser atrapado. Si se demora mucho, o si coge al MALAGAI incorrecto, regresar a su compartimiento hará que los MALAGAI se tranquilicen, dándole una nueva oportunidad para escapar.

## Puntuaciones
- Bono por atrapar al MALAGAI que tiene la llave correcta: 50 puntos
- Capturar a un MALAGAI en estado amigable: 100 puntos
- Abrir uno de los tres candados: 100 puntos
- Abrir el último candado: 150 puntos
- Abrir el último candado del tercer nivel: 250 puntos

Al finalizar cada nivel, el jugador recibe una vida extra.